# Espromissione
L'espromissione è il negozio giuridico mediante il quale un terzo, detto espromittente, si obbliga a pagare nei confronti del creditore, detto espromissario, quanto dovuto dal debitore, detto espromesso, senza incarico di quest'ultimo.

## Disciplina codicistica
Nell'ordinamento italiano, l'espromissione è disciplinata dagli art. 1272 e seguenti del codice civile ed è retta dalla funzione di assumersi un debito altrui. Elemento essenziale dell'espromissione è la spontaneità, conseguente all'atto di liberalità, dell'intervento del terzo, che assume su di sé l'obbligazione senza incarico da parte del debitore. Ciò vale a distinguerla dalla diversa figura della delegazione nella quale il terzo delegato assume l'obbligo di pagare su incarico del debitore delegante.
La dottrina dominante ritiene che la espromissione postuli un accordo tra il creditore e un terzo. Tale dottrina dunque ritiene che l'espromissione abbia la struttura di un contratto tra espromittente ed espromissario. Altra parte della dottrina ritiene sufficiente la promessa unilaterale del terzo, essendo necessario il consenso del creditore solo nella particolare figura di espromissione liberatoria.(vedi: UGO GRASSI-L'ESPROMISSIONE)

## Tipi di espromissione
Il legislatore ha previsto due tipologie di espromissione: cumulativa o privativa.

### Cumulativa
L'espromissione è normalmente cumulativa, e ha come effetto di obbligare solidalmente un nuovo debitore (l'espromittente) accanto al debitore originario (espromesso). 
Il nuovo debitore, in quanto assuntore, diverrà debitore principale, mentre la posizione della parte originaria degraderà a sussidiaria. Una parte della dottrina ritiene che la principalità del debito dell'espromittente si esprima imponendo al creditore l'onere di domandare l'adempimento prima al nuovo debitore: al debitore originario la richiesta potrebbe essere rivolta solo dopo aver infruttuosamente domandato l'adempimento all'espromittente. Quest'onere è detto "onere di preventiva richiesta" (o anche beneficium ordinis se osservato dal lato del debitore espromesso).
L'onere in parola, si noti, è previsto testualmente solo in tema di delegazione: nondimeno la dottrina ritiene possa applicarsi analogicamente non ravvisando alcun'altra modalità operativa che possa esprimere la principalità del debito dell'assuntore.
Di recente un autore ha affermato che la divisata principalità, in assenza di una puntuale previsione, debba manifestarsi nel modo più tenue che la logica possa formulare: non è - si osserva - l'onere di preventiva richiesta la più tenue espressione del farsi carico, quale debitore principale, del debito altrui, bensì l'onere di mera attesa. In questa prospettiva il creditore avrebbe solo l'onere di attendere l'adempimento a opera dell'espromesso e una volta constatato l'inadempimento, potrebbe rivolgersi all'altro obbligato dichiarando che è mancato l'adempimento (cd. onere di mera attesa).
Anche il menzionato contributo è stato però criticato osservando che tale modalità di adempimento potrebbe valere solo per le obbligazioni portables e che, in realtà, per queste ultime l'attesa è una modalità connaturata alla struttura dell'obbligazione anche nel caso di un rapporto semplice (cioè con un solo debitore e un solo creditore).
Si è così proposto di cogliere la principalità del debito dell'assuntore solo nel lato passivo del rapporto, risolvendola in una disciplina interna ai due obbligati per l'individuazione del soggetto gravato dal compito di adempiere tempestivamente. A fronte di questa "gerarchia" nel rendersi parte attiva per adempiere corrisponderebbe una libera electio per il creditore, il quale, a obbligazione scaduta, potrebbe liberamente scegliere a quale obbligato chiedere - anche agendo direttamente contro di lui - l'adempimento.
Quest'orientamento, si noti, recupera e valorizza quanto la dottrina più risalente aveva già tratteggiato in materia di fideiussione.

### Espromissione privativa
Se l'espromissione cumulativa costituisce la regola, il codice prevede anche una espromissione privativa o liberatoria (art. 1272 c.c., comma 1).  A tal fine occorre una dichiarazione espressa dell'espromissario, a seguito della quale il debitore originario sarà liberato dal suo obbligo e l'unico debitore sarà l'espromittente. La liberazione del debitore comporta inoltre l'estinzione delle garanzie reali e personali del credito (cfr. art.1275 c.c.).